# Wojcieszów
Wojcieszów (niem. Kauffung) – miasto w Polsce, w województwie dolnośląskim, w powiecie złotoryjskim, położone nad rzeką Kaczawą, w Górach Kaczawskich, w Sudetach Zachodnich.
Według danych GUS z 1 stycznia 2023 r. miasto miało 3470 mieszkańców (679. miejsce w kraju).
Lokalny ośrodek usługowo-turystyczny. Zakłady wapiennicze, przemysł drzewny i spożywczy. W Wojcieszowie znajdują się trzy kościoły, dwie stacje kolejowe (zamknięte dla ruchu pasażerskiego), szkoła podstawowa i gimnazjum, dom kultury, biblioteka miejska, ruiny zamku, ruiny szubienicy, 5 pałaców oraz zespół dworski.
Przez miasto przebiega droga wojewódzka nr 328 i nieczynna linia kolejowa Legnica – Złotoryja – Marciszów – Kamienna Góra.

## Położenie
Miasto znajduje się w województwie dolnośląskim, w południowej części powiatu złotoryjskiego. Gmina miejska jest położona nad rzeką Kaczawą, w Górach Kaczawskich, w Sudetach Zachodnich.
Sąsiednie gminy: Bolków, Janowice Wielkie, Świerzawa.
Według danych z roku 2023 Wojcieszów ma obszar 32,18 km² (169. miejsce w kraju), w tym: użytki rolne 38%, użytki leśne 46%.
Miasto stanowi 5,59% powierzchni powiatu.
W latach 1975–1998 miasto administracyjnie należało do województwa jeleniogórskiego.

## Nazwa
Nazwa miejscowości pochodzi od staropolskiego imienia Wojciech. W kronice łacińskiej Liber fundationis episcopatus Vratislaviensis (pol. Księga uposażeń biskupstwa wrocławskiego) spisanej za czasów biskupa Henryka z Wierzbna w latach 1295–1305 miejscowość wymieniona jest jako Woycechdorf, czyli wieś Wojciecha.

## Historia

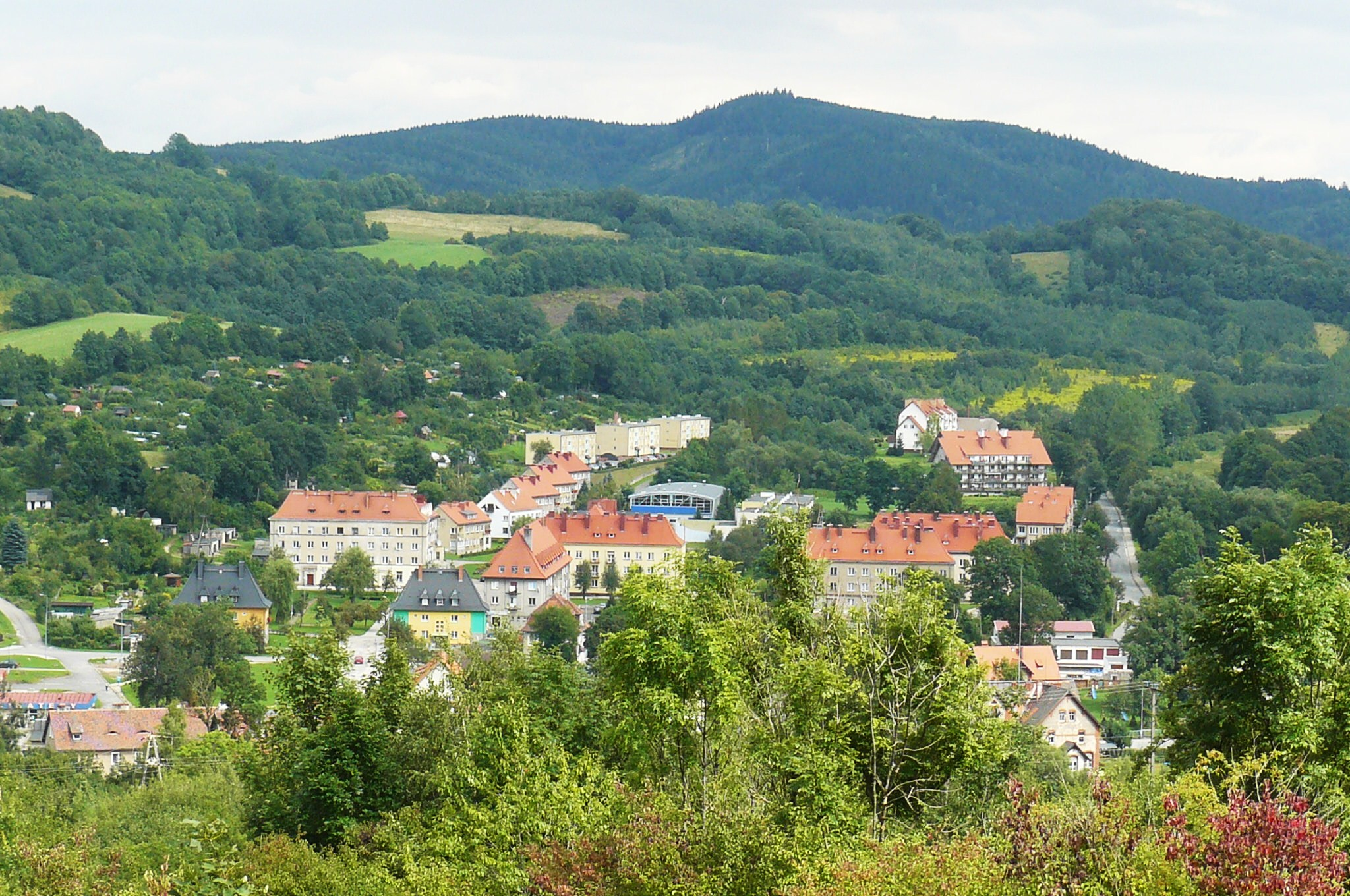
Osiedle w Wojcieszowie Górnym (1955–1958) ze stoków Połomu

W jaskiniach góry Połom stwierdzono ślady działalności człowieka paleolitycznego, m.in. narzędzia, kości zwierząt (niedźwiedzia jaskiniowego). Pierwsze wzmianki o osadzie pochodzą z XIII w. Miejscowość stanowiła własność Piastów śląskich do 1392. Następnie, po upadku ostatniego niezależnego księstwa piastowskiego, przeszła pod koronę czeską. W 1526, miejscowość przeszła pod koronę Habsburgów (Austrii). Na skutek wojen śląskich, w 1742 Wojcieszów włączony został do Królestwa Prus. Po II wojnie światowej, w 1945 Wojcieszów przeszedł pod jurysdykcję Polskiej Rzeczypospolitej Ludowej. W mieście działały Wojcieszowskie Zakłady Przemysłu Wapienniczego oraz rozlewnia wód stołowych Wojcieszowianka, która czerpała wodę ze zdroju wody mineralnej Miłek.
W latach 1956–1973 Wojcieszów był osiedlem typu miejskiego. W 1973 uzyskał status miasta.
W latach 1955–1958 zbudowano osiedle mieszkaniowe w rejonie ulic Kochanowskiego i Żeromskiego (Wojcieszów Górny). Autorami projektu byli: Marianna Rostkowska, Stanisław Ryniak i Jan Kalinowski z Wojewódzkiego Biura Projektów we Wrocławiu.
2 lipca 2017 odbyło się kolejne (po 1999) referendum lokalne w sprawie przyłączenia Wojcieszowa do powiatu jeleniogórskiego, w którym za taką zmianą opowiedziało się 838 głosujących, przy 43 głosach przeciwnych i 11 nieważnych. Ze względu na zbyt niską frekwencję wyborczą (29,4%) wynik referendum pozostał nieważny (dla uzyskania ważności zabrakło 19 głosów).

## Zabytki

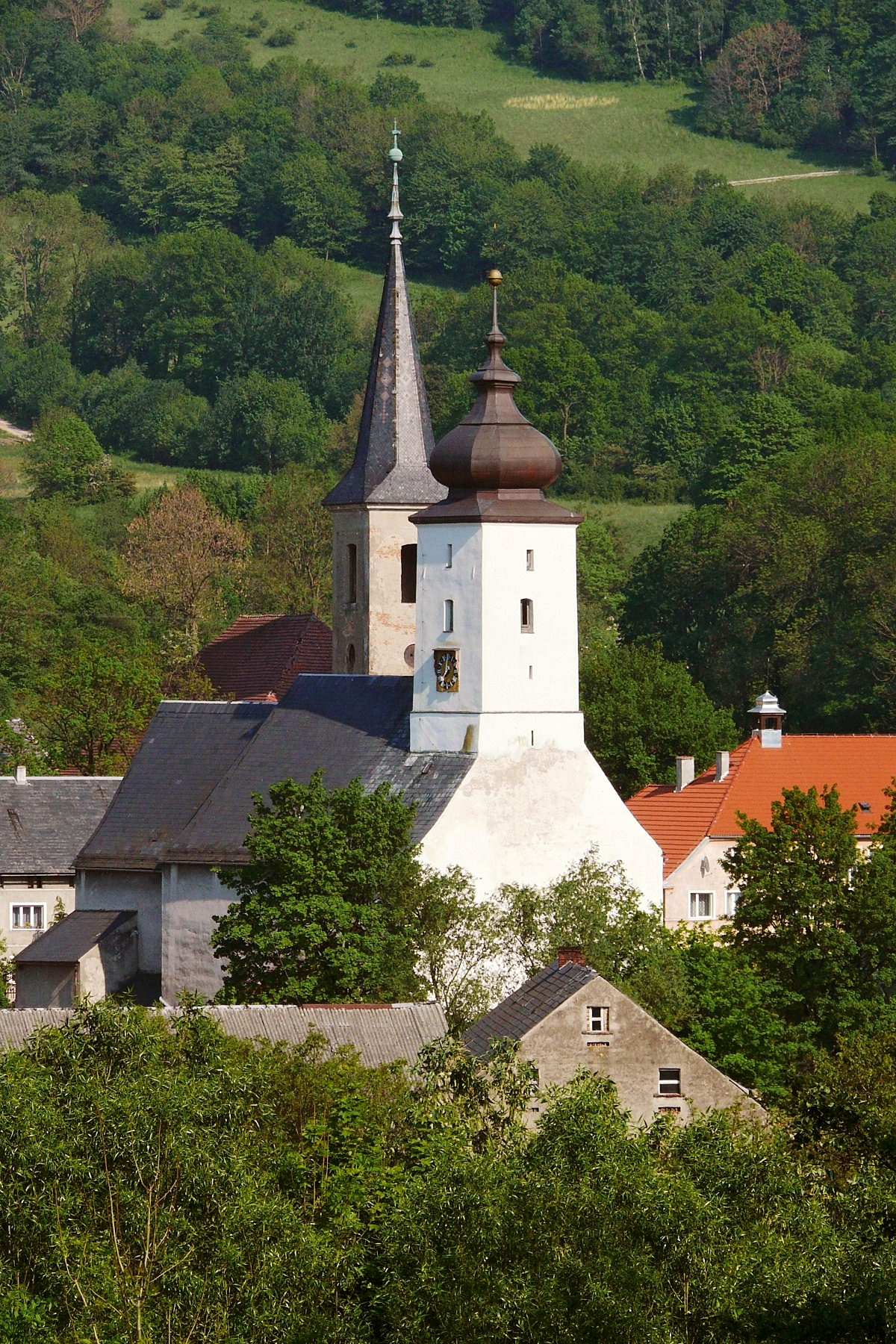
Kościoły w Wojcieszowie Dolnym

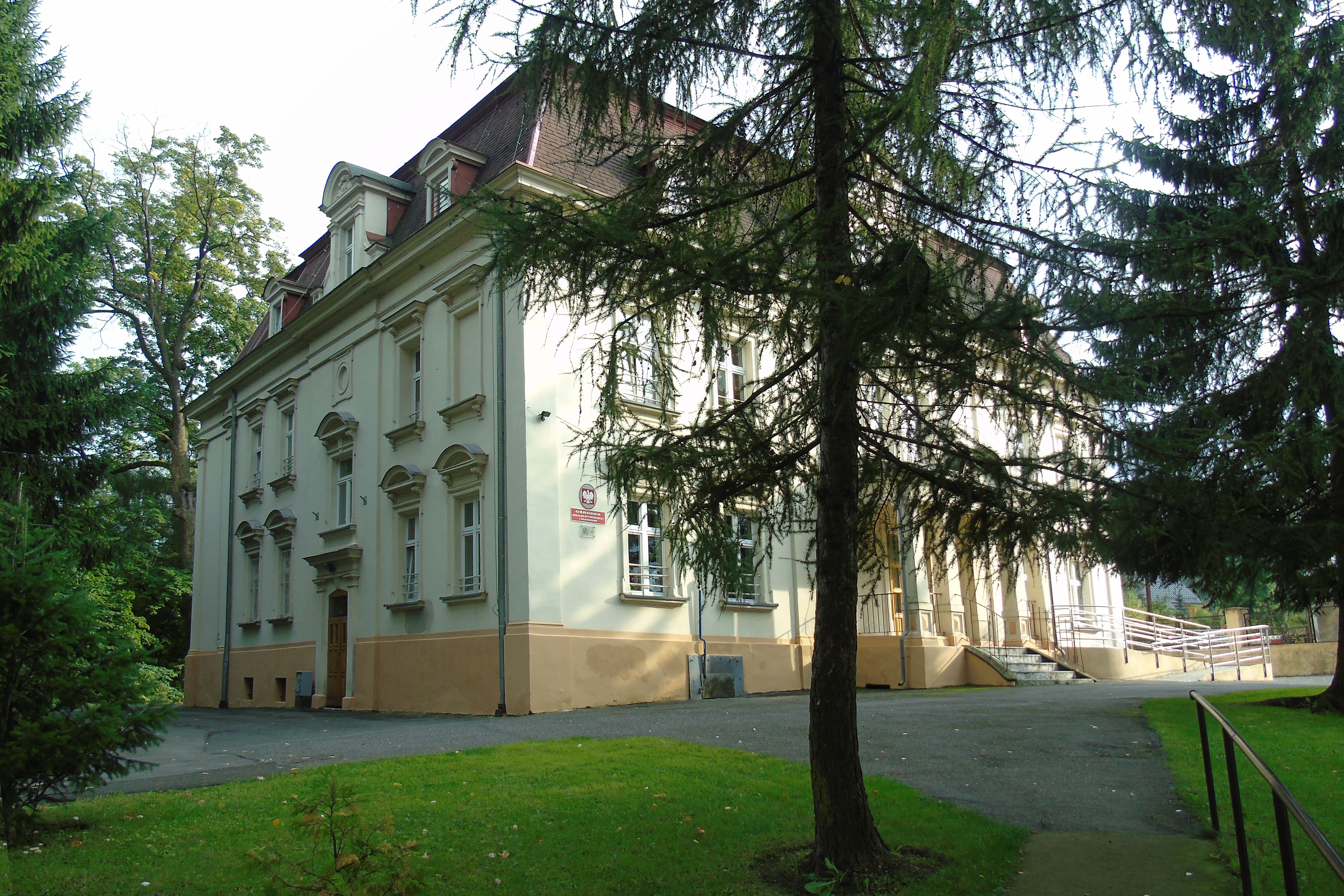
Pałac w Wojcieszowie Dolnym (ul. Miedziana 1)

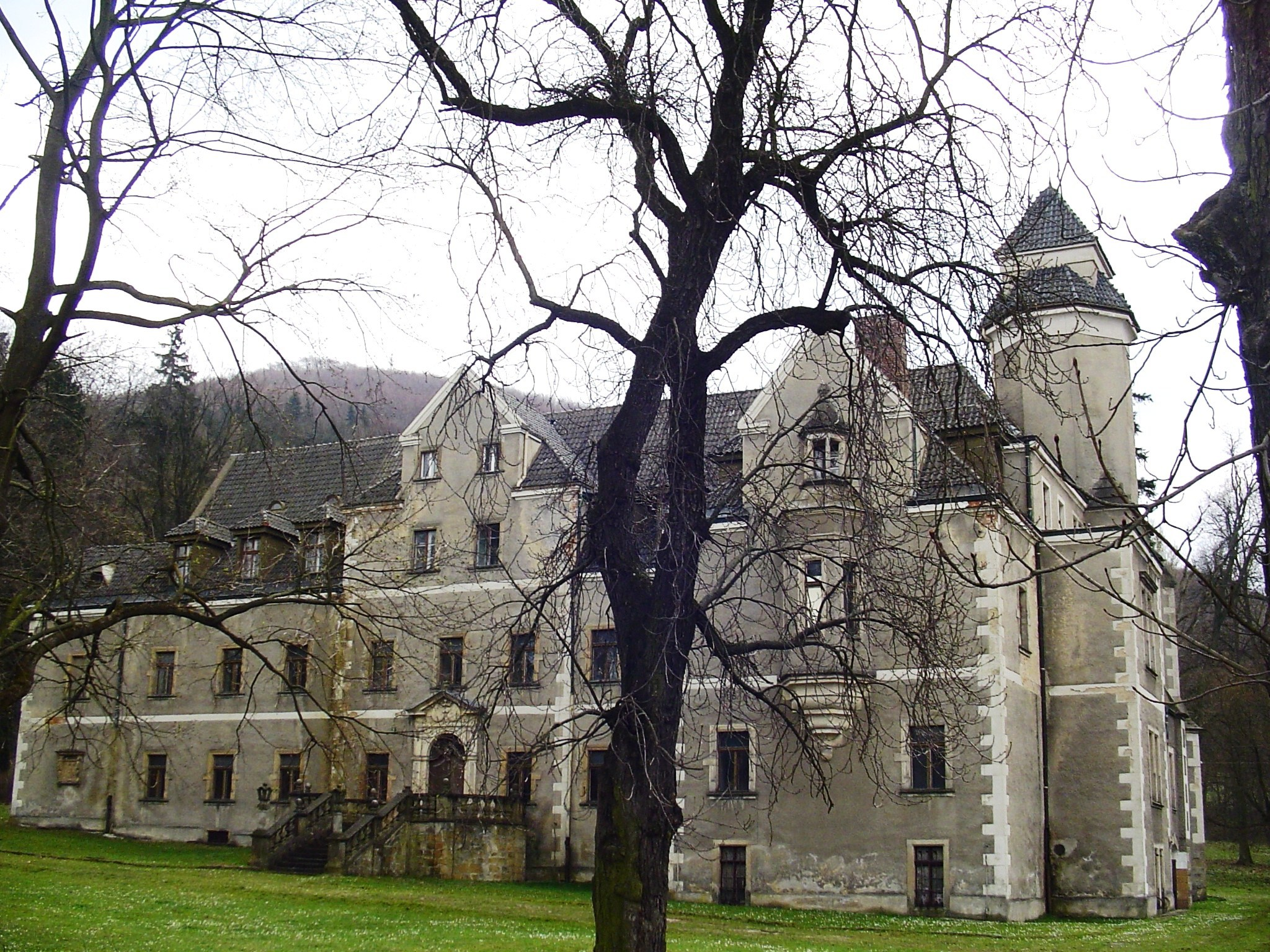
Pałac w Wojcieszowie Górnym, ul. Bolesława Chrobrego 48 (2007)

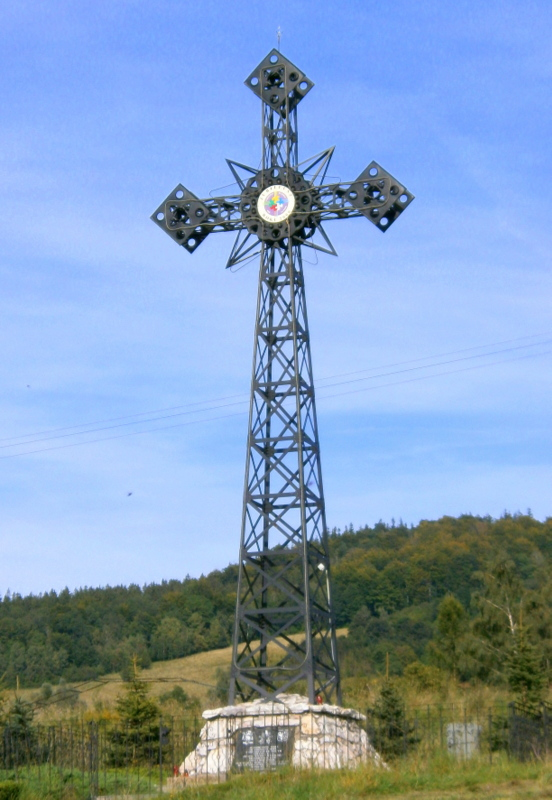
Krzyż milenijny

Do wojewódzkiego rejestru zabytków wpisane są:
- kościół WNMP, parafialny, pierwotnie wzniesiony w XIII w., przebudowywany w XVI w., XVIII w. i w 1913 r., restaurowany w 1964; gotyckie, renesansowe i barokowe płyty nagrobne w posadzce prezbiterium, otoczony murem, obok plebania z XVIII w.; wewnątrz gotyckie rzeźby – m.in. Madonna z ok. 1500, barokowy ołtarz główny; w południowym murze zewnętrznym późnorenesansowe epitafia:
- Kattariny von Seidlitz (zm. 1604) z dwoma rzędami herbów:
  - górny rząd, od lewej herby von: Ratzkin, Hartitsch, Liebanau, Sala
  - dolny rząd, od lewej herby von:  Beisatz, Wolfsdorfer, Doler, Rechenberg[11][12][13]
- Christoffa von Seidlitz (zm. 21 sierpnia 1609) w pozycji klęczącej, wykonany z czerwonego marmuru z dwoma rzędami herbów:
  - górny, od lewej von: Seydlitz, Tschirnhaus, Üchtritz, Zedlitz
  - dolny od lewej von: Liebenthal, Mesenau, Metzrade, Schellendorf[14]
- kościół ewangelicki, obecnie rzym.-kat. pomocniczy pw. bł. Piotra Jerzego Frassati, z lat 1742–1745, 1754 r., z wieżą z 1912 r. na murach renesansowe epitafia
- pałac Niemitz, przy ul. Chrobrego 167, z 1816 r., przebudowany w latach 1863–1864, neogotycki, z ogrodem i zabudowaniami gospodarczymi

### Wojcieszów Dolny
- zespół pałacowy, ul. Bolesława Chrobrego 251:
  - pałac, XVI/XVII w., przebudowany w latach 1858–1860[15]
  - park krajobrazowy, z XIX w.

### Wojcieszów Górny
- zespół pałacowy „Lestgut”, ul. Chrobrego 11 (ul. Miedziana 1):
  - pałac, z 1870 r., zabudowania gospodarcze
  - park krajobrazowy, z drugiej połowy XIX w.
- zespół pałacowy, ul. Bolesława Chrobrego 48, z 1596 r., XVII w., przebudowany w 1880 r. i 1930 r., XIX/XX w.:
  - pałac
  - park
- zespół pałacowy, ul. Targowa 4, z XVIII/XIX w.
- pałac
- park

inne zabytki:
- zespół dworski, przy ul. Chrobrego 98, z przełomu XIX i XX w., z zabudowaniami gospodarczymi
- ruiny zamku z XIV w., zniszczonego w czasie wojen husyckich
- ruiny szubienicy
- piece do wypalania wapna z XVIII/XIX wieku
- kościół Matki Bożej Królowej Polski z lat 80. XX w.

## Budowa geologiczna i bogactwa mineralne
Wojcieszów położony jest w obrębie metamorfiku kaczawskiego. Wzniesienia wokół niego zbudowane są ze staropaleozoicznych skał metamorficznych facji zieleńcowej. Są to zieleńce i łupki zieleńcowe, fyllity, łupki serycytowe, łupki kwarcowe, wapienie krystaliczne, porfiroidy. Są one silnie zaangażowane tektonicznie – zafałdowane oraz poprzecinane uskokami i żyłami kwarcowymi.
Niektóre z nich były w przeszłości eksploatowane – zieleńce, łupki i fyllity na lokalne potrzeby, natomiast wapienie krystaliczne na skalę przemysłową. Wapienie wojcieszowskie początkowo eksploatowano jako kamienie budowlane i ozdobne, później jako surowiec dla przemysłu wapienniczego.
Ponadto, od średniowiecza w rejonie Wojcieszowa wydobywano rudy miedzi z różnymi dodatkami, a w latach 40. i 50. XX w. prowadzono poszukiwania rud uranu.

## Ochrona przyrody

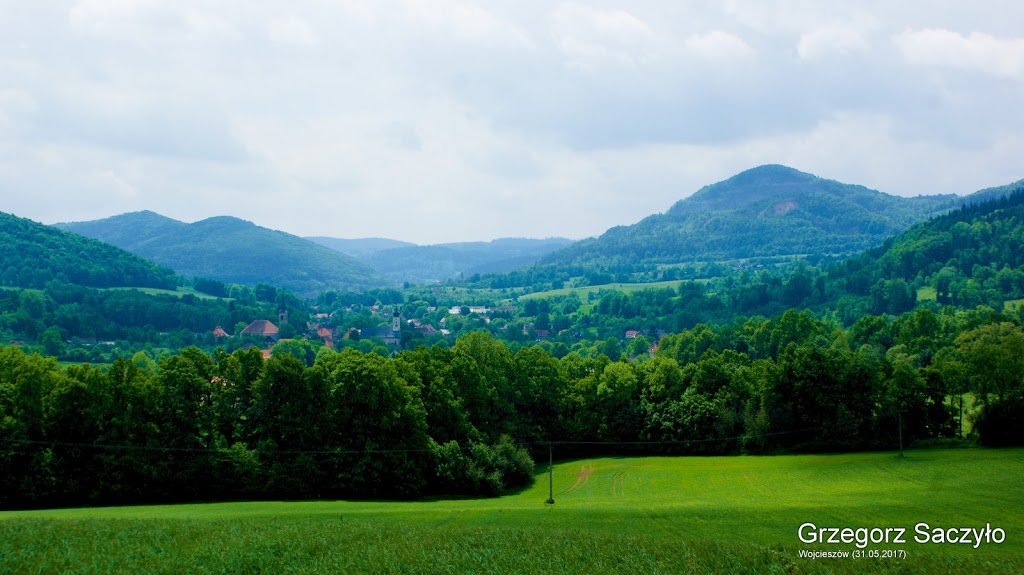
Wojcieszów

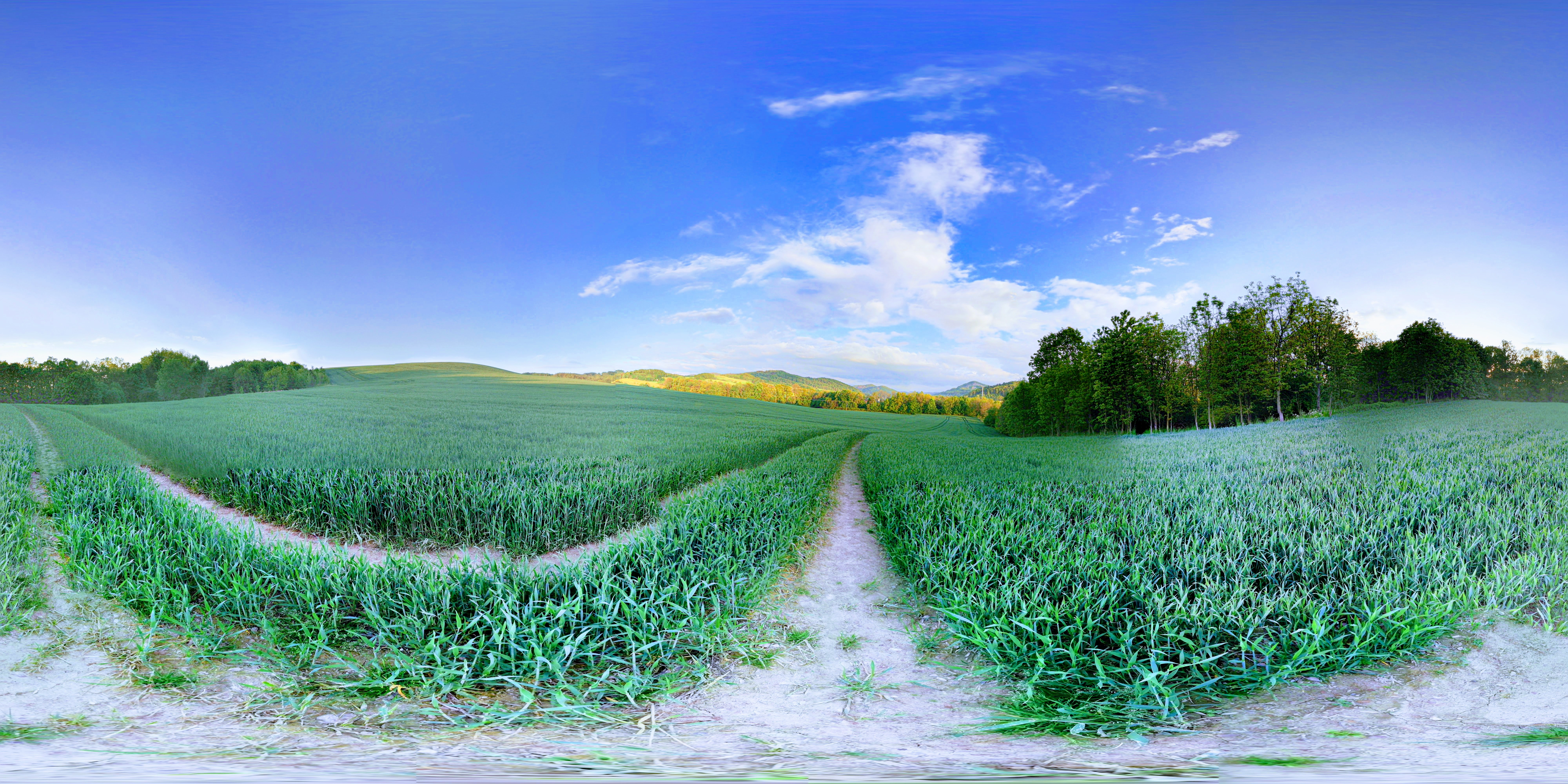
Panorama, maj 2019

Na obszarze gminy znajduje się rezerwat przyrody Góra Miłek chroniący charakterystyczny dla Sudetów fragment regla dolnego na podłożu wapiennym z występującymi naturalnymi zespołami roślinnymi i bogatą fauną bezkręgowców.

## Demografia
Według danych z 31 grudnia 2016 r. miasto miało 3742 mieszkańców. Gminę miejską zamieszkiwało 8,4% ludności powiatu. Gęstość zaludnienia wynosi 116,3 os./km².
Dane z 31 grudnia 2016 r.:
| Opis      | Ogółem | Ogółem | Kobiety | Kobiety | Mężczyźni | Mężczyźni |
| --------- | ------ | ------ | ------- | ------- | --------- | --------- |
| Jednostka | osób   | %      | osób    | %       | osób      | %         |
| Populacja | 3742   | 100    | 1904    | 50,88   | 1838      | 49,12     |

Piramida wieku mieszkańców Wojcieszowa w 2014 roku.

## Zagospodarowanie turystyczne
- hotel „Agat”
- dom gościnny „U Barbary”
- camping z basenem
- żółty szlak turystyczny na Przełęcz Komarnicką i do Komarna oraz przez Radzimowice do Mysłowa.
- cztery szlaki rowerowe
- dwie ścieżki dydaktyczne.
- pałac w Wojcieszkowie Dolnym[19]

## Religia
- parafia rzymskokatolicka Najświętszej Maryi Panny Królowej Polski
- parafia rzymskokatolicka Wniebowzięcia Najświętszej Maryi Panny
- parafia starokatolicka Zmartwychwstania Pańskiego

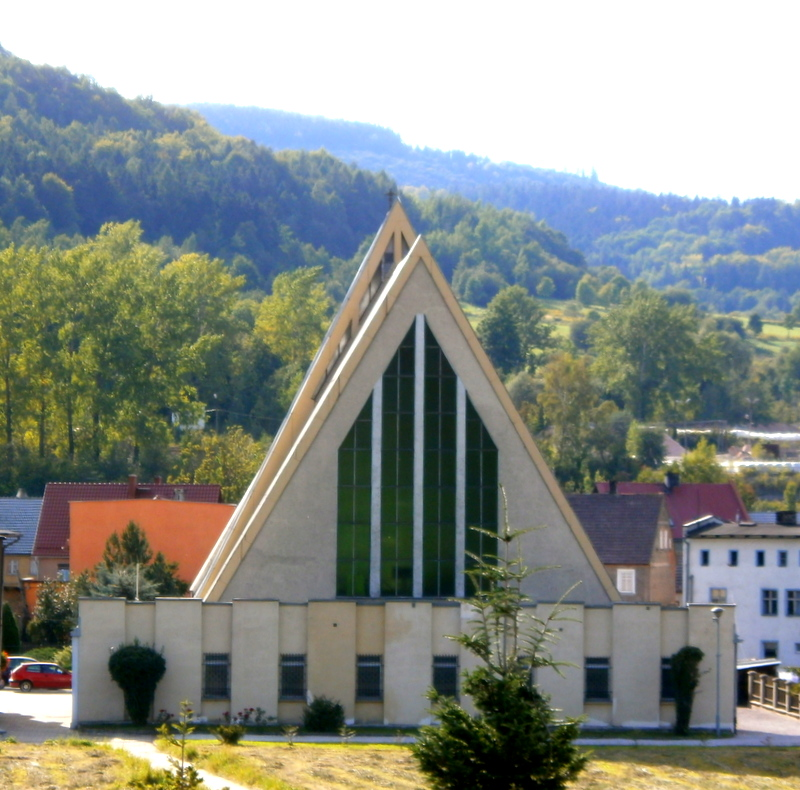
Kościół parafialny pw. Najświętszej Maryi Panny Królowej Polski